# Richard White Bernhard Ellis
Richard White Bernhard Ellis (ur. 25 sierpnia 1902 w Leicester, zm. 1966 w Londynie) – angielski lekarz pediatra.
Uczył się w Leighton Park School i w King′s College w Cambridge, po czym studiował medycynę w londyńskim St. Thomas′s Hospital. Następnie specjalizował się w pediatrii i pracował razem z Kennethem Blackfanem w amerykańskim Boston Children's Hospital. Później powrócił do Anglii i pracował w Guy′s Hospital w Londynie.
Podczas hiszpańskiej wojny domowej w 1937 Ellis pomógł w ewakuacji 4000 baskijskich dzieci. Pomagał też uciekinierom z Rumunii i Węgier. Podczas II wojny światowej służył w Royal Air Force w północnej Afryce, Belgii i we Włoszech.
Po wojnie został profesorem pediatrii w Edynburgu, gdzie pozostał do końca swojej kariery naukowej. W 1940 razem z Simonem van Creveldem opisał na łamach „Archives of Disease in Childhood” nowy zespół wad wrodzonych, znany do dziś jako zespół Ellisa-van Crevelda. W 1964 zrezygnował z pracy z przyczyn zdrowotnych. Zmarł dwa lata później.